# Coelichneumon mongolicus
Coelichneumon mongolicus är en stekelart som först beskrevs av Per Abraham Roman 1936.  Coelichneumon mongolicus ingår i släktet Coelichneumon och familjen brokparasitsteklar. Inga underarter finns listade i Catalogue of Life.